# سرزویوتسی
سرزویوتسی (به صربی: Srezojevci) یک منطقهٔ مسکونی در صربستان است که در ناحیه موراویتسا واقع شده‌است. سرزویوتسی ۴۲۴ نفر جمعیت دارد.